# Chilhoplites unicinctatus
Chilhoplites unicinctatus là một loài tò vò trong họ Ichneumonidae.